# Acacia vaga
Acacia vaga é uma espécie de leguminosa do gênero Acacia, pertencente à família Fabaceae.